# Telewizja Polska

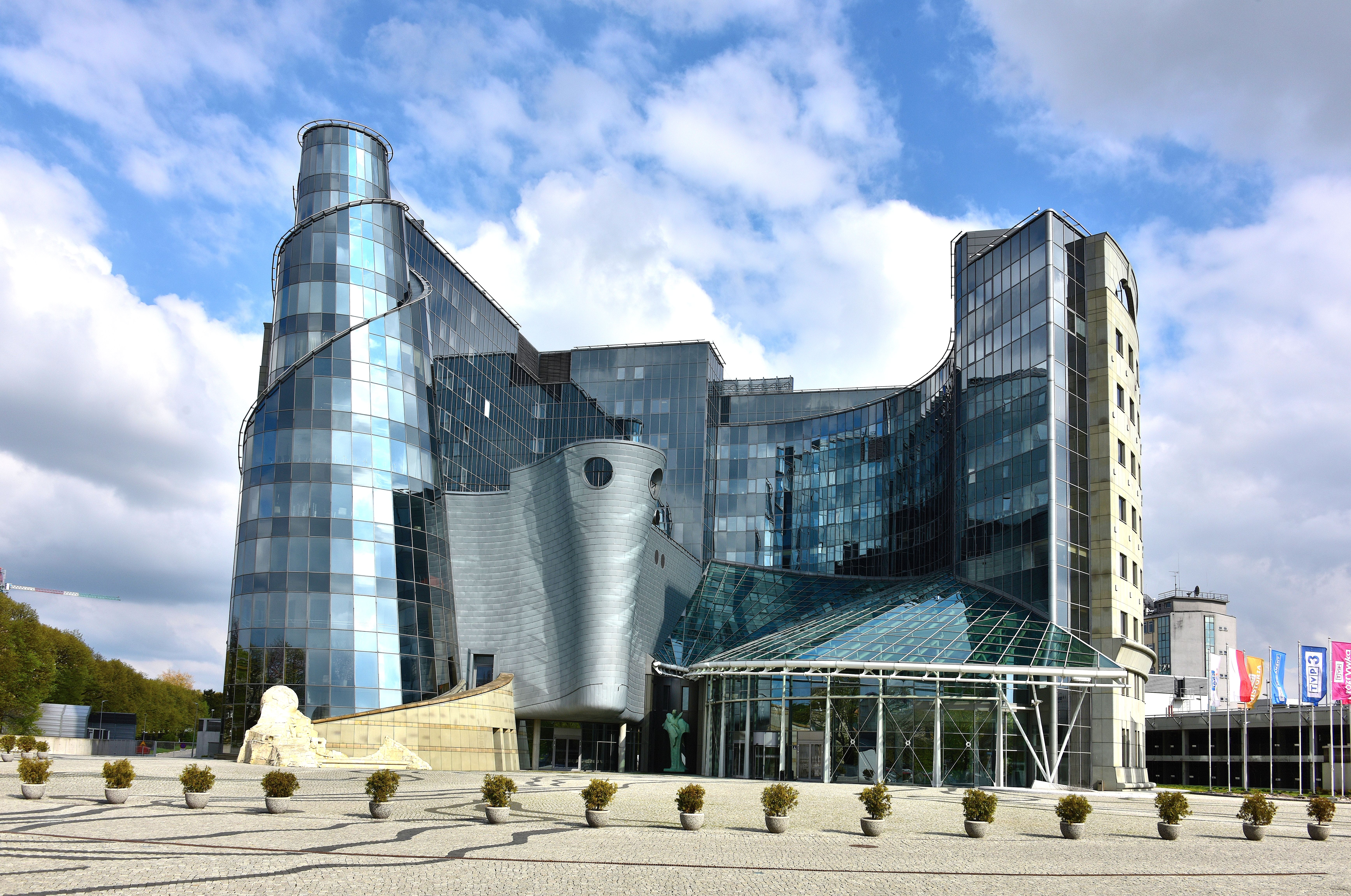
TVP:s högkvarter i Warszawa.

Telewizja Polska S.A.. ofta förkortat TVP, är ett public service-företag i Polen, grundat 1952. Det är det äldsta och största tv-närverket i Polen.
1952 etablerades en studio i Warszawa och samtidigt etablerades det första teamet för TV-program bildades. Tidigare hade man genomfört dagliga provsändningar i TV med medverkande av artister. Det första programmet sändes den 25 oktober 1952 klockan 19.00. Sedan den 1 januari 1993 är TVP tillsammans med Polskie Radio medlem i Europeiska radio- och TV-unionen.
Den 19 december 2023 antog Sejm en resolution om att "återställa den rättsliga ordningen och opartiskheten och integriteten hos offentliga medier och den polska pressbyrån" med 244 röster för, 84 röster emot och 16 nedlagda. Samma dag avskedade kulturministern Bartłomiej Sienkiewicz myndigheterna i offentliga medier. Kanalerna TVP Info, TVP3, TVP World och andra nyhetssändningar tog ett uppehåll under några dagar eftersom nyhetsverksamheten omstrukturerades.
TVP:s kanaler:
- TVP1: sänder mestadels information, aktualiteter, filmer, drama, religiöst, sport, dokumentärer, teatrar och spelprogram. Sänder 23,5 timmar per dag.
- TVP2: sänder mestadels morgonprogram, sena kvällsanalyser, underhållning, filmer, komedi, såpoperor, serier, ståuppkomedi, kultur, sport och spelprogram. Sänder 23,5 timmar per dag.
- TVP3: regionfokuserad kanal, som sänder lokala program.
- TVP Info: nyhetskanal. Sänder 24 timmar per dag.
- TVP Sport: sportkanal. Sänder 24 timmar per dag.
- TVP ABC: barnkanal. Sänder 19 timmar per dag.
- Alfa TVP: kanal för tonåringar. Sänder 18 timmar per dag.
- TVP ABC 2: kanal för förskolebarn. Sänder 17 timmar per dag.
- TVP Dokument: kanal för dokumentärfilm. Sänder 22,5 timmar per dag.
- TVP Nauka: fokus på vetenskap och natur. Sänder 20,5 timmar per dag.
- TVP Rozrywka: kanal för underhållning. Sänder 23 timmar per dag.